# Luperina nicaeensis
Luperina nicaeensis là một loài bướm đêm trong họ Noctuidae.